# Ted Schroeder
Frederick Rudolph Schroeder, detto Ted (Newark, 20 luglio 1921 – La Jolla, 26 maggio 2006), è stato un tennista statunitense.
È stato il primo tennista americano in classifica nel 1942 e al secondo posto per quattro anni tra il 1946 e il 1949, giungendo al vertice della classifica proprio nel 1949.

Nel 1979 Jack Kramer nella sua autobiografia inserisce Schroeder nella lista dei 21 migliori giocatori nella storia del tennis.

Suo figlio John è un giocatore di golf professionista che ha ottenuto una vittoria nel PGA Tour.

## Carriera
Schroeder fu quasi esattamente contemporaneo di Jack Kramer essendo nato solo dieci giorni prima di questo, i primi incontri tra i due si giocarono negli anni trenta in tornei riservati ai ragazzi e durante gli anni svilupparono una grande amicizia.

Dopo la guerra Kramer dimostrò di essere leggermente superiore a Schroeder nella classifica amatori e passò immediatamente tra i professionisti dove conquistò la prima posizione al mondo battendo il campione Bobby Riggs.

Riggs si semi-ritirò e divenne promotore del tour, lui e Kramer decisero che l'unico giocatore che poteva tenere testa a Kramer così da avere un tour di successo era Schroeder.

Il giovane Pancho Gonzales era diventato il miglior tennista amatore americano grazie alla sua vittoria agli U.S. Championships nel 1948 ma durante la sua carriera era stato battuto da Schroeder otto volte su nove incontri.

Schroeder giocando durante la vacanza dal suo lavoro vinse in giugno il Torneo di Wimbledon 1949, Riggs e Kramer gli offrirono 25.000 dollari per passare tra i professionisti dopo l'eventuale vittoria agli US Open ma Gonzales rovinò i piani battendolo in una finale da cinque set durata quasi cinque ore, è stata indicato come l'undicesima più grande partita di tutti i tempi.

Kramer scrisse che, a dispetto della loro amicizia, secondo lui Schroeder ha inconsciamente voluto perdere la partita così da non dover seguire tutti gli obblighi dovuti al far parte del tour professionale.

Riggs e Kramer dovettero quindi mettere sotto contratto Gonzales dopo la seconda vittoria nello slam americano.

Dopo la guerra Schroeder rimase sempre un giocatore part-time preferendo così di occuparsi della famiglia e della sua carriera come vice presidente in una società che commerciava impianti di refrigerazione e non ha mai dimostrato alcuna intenzione di passare tra i professionisti.

È stato inserito nella International Tennis Hall of Fame nel 1966.

## Finali del Grande Slam

### Vinte (2)
| Anno | Torneo             | Avversario in finale | Risultato               |
| 1942 | U.S. Championships | Frank Parker         | 8-6, 7-5, 3-6, 4-6, 6-2 |
| 1949 | Wimbledon          | Jaroslav Drobný      | 3–6, 6–0, 6–3, 4–6, 6–4 |

### Perse (1)
| Anno | Torneo             | Avversario in finale | Risultato                 |
| 1949 | U.S. Championships | Pancho Gonzales      | 16-18, 2-6, 6-1, 6-2, 6-4 |